# شركة أوشنيرينج الدولية
شركة أوشنيرينج الدولية. هي شركة هندسية تحت سطح البحر وتكنولوجيا تطبيقية مقرها في هيوستن ، تكساس ، الولايات المتحدة الأمريكية، والتي تقدم خدمات هندسية وأجهزة للعملاء الذين يعملون في البيئات البحرية والفضائية وغيرها.
تشمل عروض الأعمال التي تقدمها شركة أوشينيرينج خدمات المركبات التي تُدار عن بُعد (ROV) ، ومعدات حقول النفط البحرية المتخصصة، وخدمات التدخل في المياه العميقة والغوص المأهول، والاختبارات والفحوصات غير التدميرية ، والهندسة وإدارة المشاريع، وخدمات المسح ورسم الخرائط. تُسوّق خدماتها ومنتجاتها عالميًا لشركات النفط والغاز ، والهيئات الحكومية، والشركات العاملة في قطاعات الطيران والفضاء ، والهندسة البحرية ، والروبوتات المتنقلة، والبناء.

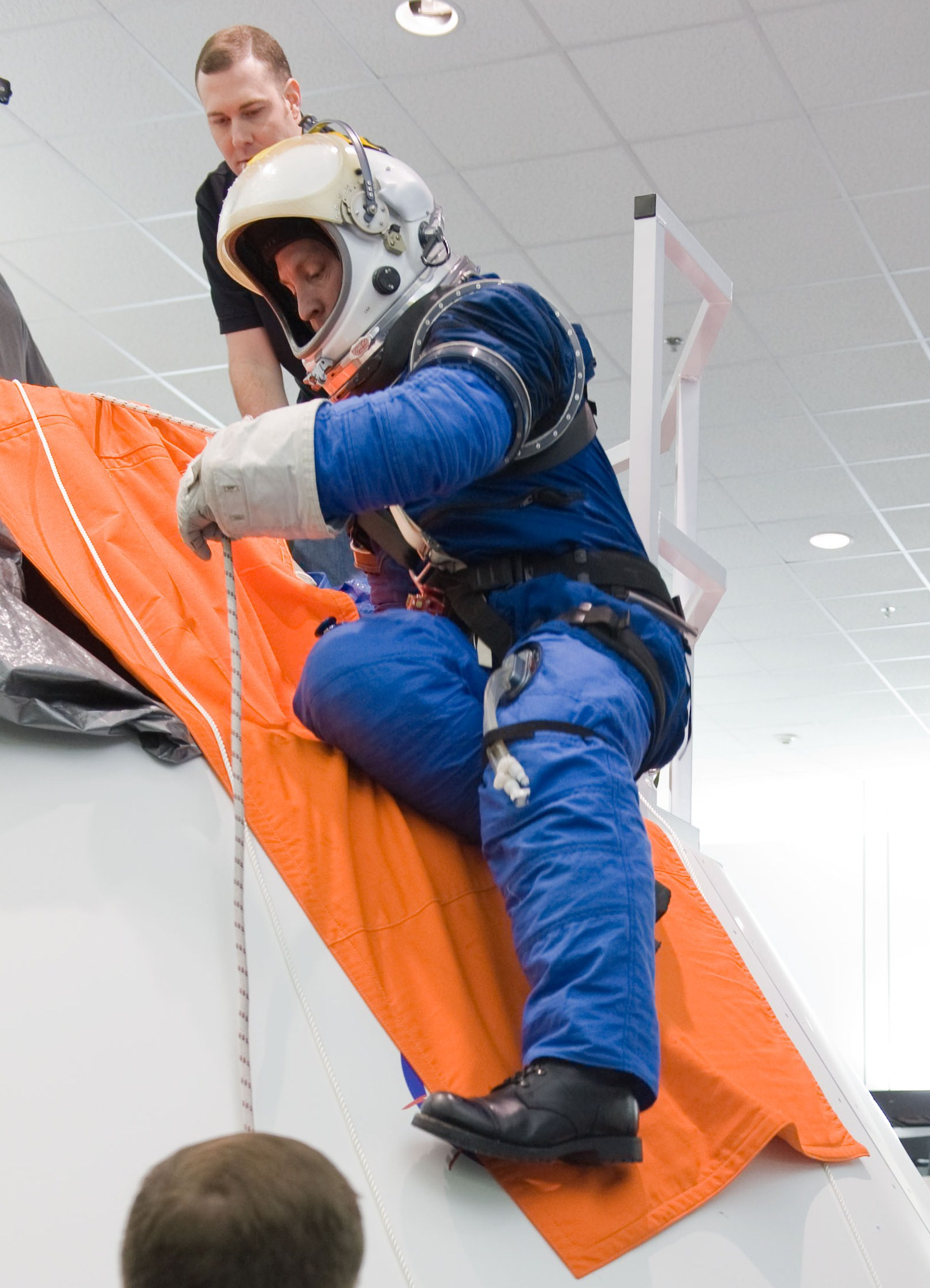
صورة للنموذج الأولي لبدلة الفضاء كونستليشن - فبراير 2010

## أنظر أيضاً
- قائمة شركات خدمات حقول النفط
- الفئة: ألعاب ترفيهية من إنتاج شركة أوشنيرينج الدولية